# Itel Mobile

O primeiro logotipo da itel Mobile

itel Mobile é uma empresa fabricante de telefones móveis com sede na China, que foi fundada por Lei Weiguo e Shenzhen Transsion Holdings Co Limited em março de 2014, e tem sua sede em Shenzhen, China.
Seus produtos são principalmente vendidos em vários mercados emergentes, incluindo partes da África, Sul da Ásia, Sudeste Asiático, Europa e América Latina. Eles oferecem principalmente smartphones de baixo custo, telefones com recursos, conjuntos de televisão e laptops.